# Méliphage à plumet noir
Ptilotula plumula
Espèce
Statut de conservation UICN

 LC  : Préoccupation mineure
Le Méliphage à plumet noir (Ptilotula plumula, anciennement Lichenostomus plumulus) est une espèce de passereaux de la famille des Meliphagidae.

## Répartition
Cet oiseau est endémique d'Australie.

## Habitat
Elle habite les zones de broussailles de type méditerranéen.

## Taxinomie
À la suite des travaux phylogéniques de Nyári et Joseph (2011), cette espèce est déplacée du genre Lichenostomus vers le genre Ptilotula par le Congrès ornithologique international dans sa classification de référence version 3.4 (2013).

### Sous-espèces
D'après le Congrès ornithologique international, cette espèce est constituée des trois sous-espèces suivantes :
- Ptilotula plumula graingeri (Mathews) 1912 ;
- Ptilotula plumula planasi (Campbell,AJ) 1910 ;
- Ptilotula plumula plumula (Gould) 1841.